# Алейронові зерна
Алейро́нові зе́рна (протеїнові зерна) — відклади білкових речовин в насінні рослин. Утворюються з багатих на білки вакуолей, які під час достигання насіння втрачають воду, перетворюючись у тверді зернятка. А. з. — запасні речовини, що живлять зародок, коли насіння починає проростати.